# بادری کواراتسخلیا
بادری کواراتسخلیا (گرجی: ბადრი კვარაცხელია؛ زادهٔ ۱۵ فوریهٔ ۱۹۶۵) بازیکن فوتبال اهل جمهوری آذربایجان است.
از باشگاه‌هایی که در آن بازی کرده‌است می‌توان به باشگاه فوتبال قبله، باشگاه فوتبال شمکر، باشگاه فوتبال کپز، و باشگاه فوتبال دینامو تفلیس اشاره کرد.
وی همچنین در تیم ملی فوتبال جمهوری آذربایجان بازی کرده‌است.